# Vytautas Antanas Kleiza
Vytautas Antanas Kleiza (* 30. Januar 1919 in Pakuonis, Rajongemeinde Prienai; † 27. Dezember 2007) war ein sowjetlitauischer Professor und Chirurg.

## Leben
1944 absolvierte er ein Studium an der Vytautas-Magnus-Universität in Kaunas. 1944–1950 lehrte er an dieser Universität (ab 1946 Landesuniversität Kaunas). Von 1950 bis 1953 war er leitender Chirurg von Region Šiauliai und von 1953 bis 1956 leitender Chirurg der Stadtgemeinde Šiauliai. Von 1956 bis 1960 arbeitete er als Chefarzt im Krankenhaus Rotes Kreuz Vilnius in Vilnius. Von 1960 bis 1980 war er  Minister am Gesundheitsministerium Litauens. 1966 promovierte er in Medizin. Von 1966 bis 1972 lehrte er an der Universität Vilnius, ab 1969 als Dozent. Von 1980 bis 1994 arbeitete er am Onkologiezentrum Vilnius. 
Sein Grab befindet sich im Friedhof Antakalnis. 
1964–1980 war er Mitglied im Zentralkomitee der KPdSU der Kommunistischen Partei Litauens. Von 1963 bis 1980 war er Deputat im Obersten Sowjet von LSSR.